# 小行星1646
小行星1646（1646 Rosseland）是一颗围绕太阳公转的石质小行星。1939年1月19日，芬兰天文学家爾約·維薩拉在芬兰西南部的图尔库天文台发现了此天体。它发现时的零时编号是1939 BG{{{2}}}。它是一颗主小行星帶小行星，直径约12千米。
該小行星以挪威天文學家斯韋恩·羅斯蘭命名。
这颗小行星的绝对星等为279.7110136354486等。

## 轨道和分类
小行星1646是一颗S-型小行星，它的轨道位于柯克伍德空隙以内，它的公转半径在2.1到2.6天文單位之间，它的公转周期为3年8个月（1324天）。它的軌道離心率为0.12，与黄道之间的軌道傾角为8度。聯合天文台是最早观察到小行星1646的，当时的临时编号为1937 QH{{{2}}}。这个观察使得它的觀測弧延长了2年。

## 物理特征

### 光度测定
1980年代初美国天文学家理查德·P·賓澤爾首次观测了小行星1646的光變曲線。根据这个数据小行星1646的自转周期为69.2小时，它的亮度变化为0.13星等。巴西天文学家克劳迪亚·安杰里测量自转缓慢的小行星的光度曲线时测定小行星1646的自转周期为69.2小时，光度变化为0.46星等。

### 直径和反光率
根据日本卫星AKARI和美国航空与航天局卫星廣域紅外線巡天探測衛星的数据小行星1646的直径在11.48到13.49千米之间。它的反照率在0.18到0.2253之间。共同小行星光度曲线炼假设石小行星的反照率是0.20，由此根据11.82絕對星等可以推测计算小行星1646的直径为12.85千米。

## 命名
小行星1646是以挪威天体物理学家斯韋恩·羅斯蘭命名的。羅斯蘭在奥斯陆创办了天体物理学理论研究所，并任其第一任所长。他的理论研究包括恒星的内部，其自转和稳定性。月球上的罗斯兰陨石坑也是以他命名的。1976年2月20日小行星中心正式发表小行星1646的名字。